# John Owoeri
John Owoeri (Abuja, 13 januari 1987) is een Nigeriaans profvoetballer die doorgaans als aanvaller speelt. 

## Loopbaan
Owoeri speelde op het WK onder de 20 in 2005 in Nederland, waar Feyenoord in de persoon van Wim Jansen hem scoutte. Nog geen twee maanden later maakt Owoeri zijn debuut voor Feyenoord, in de thuiswedstrijd tegen N.E.C.; hij viel in in de 88ste minuut. In de UEFA Cup-wedstrijd tegen Rapid Boekarest mocht hij ook nog even meedoen, maar vervolgens kwam hij niet meer aan spelen toe.
Daarom werd hij in januari 2006 voor een half seizoen verhuurd aan KVC Westerlo, de club waarmee Feyenoord een samenwerkingsverband heeft. Bij Westerlo kon Owoeri niet overtuigen en daarom liet Feyenoord aan het eind van het seizoen weten toch niet met Owoeri verder te gaan. Na zijn passage bij Feyenoord ging Owoeri terug naar Nigeria en ging er voetballen bij Enyimba FC. In 2009 vertrok hij naar reeksgenoot Heartland FC. Sinds 2010 speelt hij in Egypte voor Ismaily SC.
In 2013 streek hij neer bij Åtvidabergs FF in Zweden, waar hij tot 2015 77 wedstrijden speelde. Op 1 januari 2016 verhuisde Owoeri naar BK Häcken. Hij werd in 2016 onverwachts topscorer van de Zweedse Allsvenskan, door in de laatste speelronde 4x te scoren tegen Falkenbergs FF. Hij speelde 26 wedstrijden en scoorde 17 goals in het 2016 seizoen. In januari 2017 ging hij naar China waar hij voor Baoding Rongda in de Jia League gaat spelen. In 2018 speelt hij bij Shanghai Shenxin en in 2019 voor Inner Mongolia Zhongyou. Medio 2019 ging hij naar Shaanxi Chang’an Athletic en in 2020 speelde hij voor Beijing Sport University FC. In 2021 zat hij zonder club. In april 2022 sloot Owoeri aan bij IFK Mariehamn.

## Statistieken
| seizoen    | club         | land      | competitie     | wed. | goals |
| ---------- | ------------ | --------- | -------------- | ---- | ----- |
| 2005/06    | Feyenoord    | Nederland | Eredivisie     | 1    | 0     |
| 2005/06    | KVC Westerlo | België    | Jupiler League | 10   | 0     |
| 2016       | BK Hacken    | Zweden    | Allsvenskan    | 27   | 17    |
| Bijgewerkt | 09-06-2017   |           |                |      |       |

## Erelijst
- Svenska Cupen 2015/16
- Topscorer Allsvenskan 2016 (17 goals)